# 平田紘美
平田 紘美（ひらた ひろみ、1983年8月3日 - ）は、福岡県出身のバスケットボール選手、指導者。ニックネームは「ミチ」。ポジションはガード。

## 来歴
小学生時代、ミニバスケクラブでバスケを始め、折尾中学校を経て名門中村学園女子高校に進学。1年より全国大会を経験する。
その後鹿屋体育大学に進学。主将も務めユニバーシアード日本代表にも選ばれた。
卒業後、トヨタ自動車に入社。1シーズン目は22試合出場するも、2シーズン目以降は出場機会が減少。
2010年に引退、チームのアシスタントコーチに就任するが、2011年選手として復帰。2012年、再びアシスタントコーチ。
2016年退団、三菱電機コアラーズのアシスタントコーチに就任。2023年退任、退任後は台湾の臺北市立陽明高校・中学校で指導。2024年、アランマーレ秋田のアシスタントコーチに就任。

## 経歴
- 中村学園女子高校 - 鹿屋体育大学 - トヨタ自動車（2006年〜2010年）

## 日本代表歴
- 2005年ユニバーシアード

## 参照
1. ↑  “【トヨタ自動車アンテロープス】平田紘美アシスタントコーチから退部のご挨拶”.   トヨタ自動車アンテロープス (2016年4月17日). 2016年4月17日閲覧。